# RadPHP
RadPHP(이전 이름: 델파이 포 PHP, Delphi for PHP)는 통합 개발 환경이자 고속 개발 도구인 PHP 프로그래밍용 프레임워크이다. 볼랜드에서 분리된 코드기어사의 상품이다.
PHP용 비주얼 컴포넌트 라이브러리는 동적으로 사용할 수 있는 많은 컴포넌트를 포함하고 있다. MySQL 데이터베이스나 Ajax와 잘 통합되어 있다.
윈도 컴포넌트는 자바스크립트가 동작하는 웹브라우저에서 윈도와 비슷한 인터페이스를 만들기 위해 다른 컴포넌트와 결합하여 사용할 수 있다.
Win32용 델파이의 VCL과 비슷한 vcl4php를 제공하며 이것은 내부적으로는 완전히 PHP로 짜여 있다. 이 PHP로 짜인 VCL은 오픈소스로 공개되어 있다.